# Monolistra (Pseudomonolistra) bosnica
Monolistra (Pseudomonolistra) bosnica is een pissebed uit de familie Sphaeromatidae. De wetenschappelijke naam van de soort is voor het eerst geldig gepubliceerd in 1970 door Sket.